# 石山雄規
石山 雄規（いしやま ゆうき）は、日本の小説家、ライトノベル作家。男性。愛知県名古屋市出身。

## 来歴
2016年、『パンツあたためますか?』（受賞時タイトル「マイナスイオン・オレンジ」）で第22回スニーカー大賞優秀賞を受賞し、デビュー。

## 作品リスト

### 小説
- 『パンツあたためますか?』（角川スニーカー文庫、イラスト：bun150、既刊2巻）[3]

#### アンソロジー
- 「アリス・イン・リップサービス」（『少女たちの音楽事変 書き下ろし音楽小説アンソロジー』Laughter-magic、2020年）

#### Web小説
- ヤンデレ風だけどヤンデレじゃないちょっとヤンデレな後輩と、徐々にヤンデレるボクっ娘がだらだら喋るだけ（小説家になろう、2019年8月 - 連載中）
- 負け犬のくせになまいきだ（小説家になろう・ステキブンゲイ、2020年6月 完結）
- 本当に、言いたいこと。（小説家になろう・ステキブンゲイ、2020年7月 短編）
- 西武線（小説家になろう、2020年7月 短編）
- 就活戦争（仮）（小説家になろう、2021年4月 - 連載中）